# Primera División Femenina de España 2020-2021
La Primera División Femenina de España 2020-2021, nota anche come Primera Iberdrola 2020-2021 per motivi di sponsorizzazione, è stata la 33ª edizione della massima serie del campionato spagnolo femminile di calcio. Il campionato è iniziato il 3 ottobre 2020 e si è concluso il 27 giugno 2021. Il torneo è stato vinto dal Barcellona per la sesta volta, la seconda consecutiva, con cinque giornate d'anticipo e con tre gare da recuperare.

## Stagione

### Novità
Causa la sospensione della stagione 2019-2020 a seguito della pandemia di COVID-19, dalla Primera División, benché fosse inizialmente previsto, non vi fu alcuna retrocessione in Segunda División, elevando così il numero delle squadre partecipanti da 16 a 18. Dalla Segunda División sono stati promossi in Primera División l'Eibar e il Santa Teresa. Il Tacón ha cambiato denominazione in Real Madrid, essendo stato assorbito dal Real Madrid CF.

### Formula
Le 18 squadre si affrontano in un girone all'italiana con partite di andata e ritorno, per un totale di 34 giornate. La squadra prima classificata è campione di Spagna, mentre le ultime quattro classificate retrocedono in Segunda División. Le prime tre classificate sono ammesse alla UEFA Women's Champions League per la stagione 2021-2022.

## Squadre partecipanti
| Club                | Città               | Stadio                                        | Stagione precedente                          |
| ------------------- | ------------------- | --------------------------------------------- | -------------------------------------------- |
| Athletic Bilbao     | Bilbao              | Impianti di Lezama                            | 5º posto in Primera División                 |
| Atlético Madrid     | Madrid              | Centro Deportivo Wanda Alcalá de Henares      | 2º posto in Primera División                 |
| Barcellona          | Barcellona          | Stadio Johan Cruijff                          | 1º posto in Primera División                 |
| Betis               | Siviglia            | Ciudad Deportiva Luis del Sol                 | 12º posto in Primera División                |
| Deportivo La Coruña | La Coruña           | Ciudad Deportiva de Abegondo                  | 4º posto in Primera División                 |
| Eibar               | Eibar               | Unbe Sports Complex                           | 2º posto nel girone nord in Segunda División |
| Espanyol            | Barcellona          | Ciutat Esportiva Dani Jarque                  | 16º posto in Primera División                |
| Granadilla Tenerife | Granadilla de Abona | Stadio municipale La Palmera                  | 9º posto in Primera División                 |
| Huelva              | Huelva              | Campos Federativos de La Orden                | 14º posto in Primera División                |
| Levante             | Valencia            | El Terrer de Paiporta                         | 3º posto in Primera División                 |
| Dux Logroño         | Logroño             | Stadio Las Gaunas                             | 7º posto in Primera División                 |
| Madrid CFF          | Madrid              | Stadio Matapiñonera                           | 13º posto in Primera División                |
| Rayo Vallecano      | Madrid              | Ciutat Esportiva Rayo Vallecano               | 8º posto in Primera División                 |
| Real Madrid         | Madrid              | Campo 11 della Ciudad Real Madrid             | 10º posto in Primera División (come Tacón)   |
| Real Sociedad       | San Sebastián       | Impianti di Zubieta                           | 6º posto in Primera División                 |
| Santa Teresa        | Badajoz             | Stadio Nuevo Vivero                           | 1º posto nel girone sud in Segunda División  |
| Siviglia            | Siviglia            | Ciudad Deportiva José Ramón Cisneros Palacios | 11º posto in Primera División                |
| Valencia            | Valencia            | Ciudad Deportiva de Paterna                   | 15º posto in Primera División                |

## Classifica finale
|  | Pos. | Squadra             | Pt | G  | V  | N  | P  | GF  | GS | DR   |
|  | ---- | ------------------- | -- | -- | -- | -- | -- | --- | -- | ---- |
|  | 1.   | Barcellona          | 99 | 34 | 33 | 0  | 1  | 167 | 15 | +152 |
|  | 2.   | Real Madrid         | 74 | 34 | 23 | 5  | 6  | 75  | 33 | +42  |
|  | 3.   | Levante             | 70 | 34 | 22 | 6  | 6  | 68  | 43 | +25  |
|  | 4.   | Atlético Madrid     | 63 | 34 | 18 | 9  | 7  | 61  | 32 | +29  |
|  | 5.   | Real Sociedad       | 61 | 34 | 18 | 7  | 9  | 66  | 44 | +22  |
|  | 6.   | Granadilla Tenerife | 58 | 34 | 17 | 7  | 10 | 58  | 47 | +11  |
|  | 7.   | Madrid CFF          | 53 | 34 | 16 | 5  | 13 | 49  | 44 | +5   |
|  | 8.   | Siviglia            | 45 | 34 | 12 | 9  | 13 | 42  | 50 | -8   |
|  | 9.   | Valencia            | 44 | 34 | 11 | 11 | 12 | 51  | 60 | -9   |
|  | 10.  | Huelva              | 44 | 34 | 12 | 8  | 14 | 37  | 48 | -11  |
|  | 11.  | Athletic Bilbao     | 40 | 34 | 11 | 7  | 16 | 43  | 60 | -17  |
|  | 12.  | Betis               | 35 | 34 | 9  | 8  | 17 | 34  | 62 | -28  |
|  | 13.  | Rayo Vallecano      | 34 | 34 | 8  | 10 | 16 | 37  | 58 | -21  |
|  | 14.  | Eibar               | 33 | 34 | 9  | 6  | 19 | 32  | 62 | -30  |
|  | 15.  | Deportivo La Coruña | 29 | 34 | 8  | 5  | 21 | 39  | 81 | -42  |
|  | 16.  | Espanyol            | 25 | 34 | 6  | 7  | 21 | 31  | 70 | -39  |
|  | 17.  | Dux Logroño         | 24 | 34 | 5  | 9  | 20 | 32  | 60 | -28  |
|  | 18.  | Santa Teresa        | 24 | 34 | 6  | 6  | 22 | 23  | 76 | -53  |

Legenda:
      Campione di Spagna, ammessa alla UEFA Women's Champions League 2021-2022.
      Ammessa alla UEFA Women's Champions League 2021-2022.
      Retrocesse in Segunda División 2021-2022.
Note:
Tre punti a vittoria, uno a pareggio, zero a sconfitta.

## Risultati
|                     | Ath  | Atl  | Bar  | Bet  | Dep  | Eib  | Esp  | GTe  | Hue  | Lev  | Log  | Mad  | Ray  | ReM  | ReS  | SaT  | Siv  | Val  |
| ------------------- | ---- | ---- | ---- | ---- | ---- | ---- | ---- | ---- | ---- | ---- | ---- | ---- | ---- | ---- | ---- | ---- | ---- | ---- |
| Athletic Bilbao     | –––– | 3-3  | 0-4  | 2-2  | 2-1  | 0-1  | 3-0  | 2-2  | 1-1  | 0-2  | 2-1  | 2-0  | 0-0  | 1-3  | 2-1  | 2-1  | 2-0  | 2-0  |
| Atlético Madrid     | 3-1  | –––– | 4-3  | 4-1  | 1-1  | 2-1  | 4-1  | 1-1  | 0-0  | 1-0  | 2-0  | 0-1  | 0-0  | 0-1  | 3-2  | 0-1  | 3-0  | 4-1  |
| Barcellona          | 8-0  | 3-0  | –––– | 6-0  | 9-0  | 5-0  | 5-0  | 6-1  | 9-1  | 7-1  | 6-0  | 3-2  | 7-0  | 4-1  | 5-1  | 9-0  | 6-0  | 5-0  |
| Betis               | 1-0  | 0-4  | 0-5  | –––– | 3-1  | 0-0  | 0-0  | 1-2  | 2-0  | 0-2  | 1-3  | 1-2  | 1-1  | 0-3  | 2-2  | 1-2  | 0-2  | 2-1  |
| Deportivo La Coruña | 3-0  | 1-8  | 1-6  | 1-3  | –––– | 0-0  | 2-1  | 1-1  | 1-0  | 1-3  | 2-1  | 3-0  | 3-0  | 0-2  | 0-2  | 1-2  | 1-2  | 1-1  |
| Eibar               | 2-5  | 0-1  | 0-3  | 1-0  | 2-4  | –––– | 0-1  | 2-1  | 1-3  | 0-2  | 2-0  | 0-1  | 0-0  | 1-3  | 2-2  | 2-0  | 1-3  | 0-1  |
| Espanyol            | 2-1  | 0-2  | 2-3  | 2-1  | 3-2  | 0-1  | –––– | 2-3  | 1-1  | 1-1  | 1-0  | 3-3  | 2-2  | 1-8  | 0-4  | 1-2  | 0-3  | 1-1  |
| G. Tenerife         | 3-2  | 2-2  | 0-1  | 3-1  | 4-1  | 2-1  | 2-0  | –––– | 1-1  | 0-2  | 2-0  | 0-1  | 2-0  | 2-1  | 1-2  | 3-1  | 2-0  | 2-1  |
| Huelva              | 1-0  | 1-0  | 0-6  | 0-1  | 3-0  | 2-2  | 2-1  | 2-1  | –––– | 1-2  | 3-1  | 1-0  | 1-0  | 0-1  | 1-2  | 2-1  | 4-2  | 1-2  |
| Levante             | 4-0  | 3-0  | 0-3  | 1-1  | 4-1  | 2-2  | 1-0  | 1-0  | 2-2  | –––– | 3-2  | 4-2  | 5-1  | 1-2  | 3-2  | 1-1  | 2-1  | 1-1  |
| Logroño             | 3-0  | 0-2  | 0-2  | 0-1  | 3-0  | 1-2  | 1-1  | 2-1  | 1-1  | 1-2  | –––– | 2-2  | 2-1  | 0-4  | 0-2  | 2-2  | 0-0  | 2-2  |
| Madrid              | 1-0  | 0-1  | 0-2  | 2-2  | 1-1  | 3-1  | 0-1  | 2-4  | 1-0  | 2-3  | 2-0  | –––– | 2-1  | 0-2  | 1-0  | 4-0  | 1-0  | 4-1  |
| Rayo Vallecano      | 2-3  | 1-1  | 0-4  | 1-0  | 3-1  | 3-0  | 2-0  | 2-3  | 1-0  | 1-1  | 0-0  | 1-4  | –––– | 0-3  | 1-2  | 5-0  | 3-2  | 3-3  |
| Real Madrid         | 1-0  | 0-1  | 0-4  | 1-1  | 3-0  | 2-0  | 4-1  | 1-1  | 1-1  | 1-2  | 2-0  | 2-0  | 3-1  | –––– | 3-2  | 1-0  | 5-2  | 3-1  |
| Real Sociedad       | 1-0  | 0-0  | 1-4  | 5-1  | 2-0  | 0-1  | 1-0  | 1-2  | 1-0  | 3-2  | 3-1  | 1-1  | 2-0  | 3-1  | –––– | 4-1  | 2-2  | 2-2  |
| Santa Teresa        | 2-2  | 0-2  | 0-3  | 0-2  | 0-3  | 2-0  | 1-0  | 0-1  | 0-1  | 0-2  | 1-1  | 0-3  | 0-1  | 1-5  | 0-4  | –––– | 1-1  | 0-1  |
| Siviglia            | 0-2  | 3-2  | 0-4  | 2-0  | 3-1  | 0-1  | 2-1  | 2-1  | 4-0  | 1-0  | 0-0  | 0-1  | 0-0  | 1-1  | 1-1  | 1-1  | –––– | 0-0  |
| Valencia            | 1-1  | 0-0  | 0-7  | 1-2  | 3-0  | 4-2  | 2-1  | 2-2  | 3-1  | 2-3  | 3-2  | 2-0  | 1-0  | 1-1  | 1-3  | 5-0  | 1-2  | –––– |

## Statistiche

### Classifica marcatrici
| Gol |  |  | Giocatore         | Squadra         |
| --- |  |  | ----------------- | --------------- |
| 31  |  |  | Jennifer Hermoso  | Barcellona      |
| 30  |  |  | Esther González   | Levante         |
| 18  |  |  | Asisat Oshoala    | Barcellona      |
| 18  |  |  | Alexia Putellas   | Barcellona      |
| 16  |  |  | Kosovare Asllani  | Real Madrid     |
| 15  |  |  | Ludmila da Silva  | Atlético Madrid |
| 15  |  |  | Lucía García      | Athletic Bilbao |
| 15  |  |  | Lieke Martens     | Barcellona      |
| 14  |  |  | Marta Cardona     | Real Madrid     |
| 13  |  |  | Mariona Caldentey | Barcellona      |
| 13  |  |  | Deyna Castellanos | Atlético Madrid |
| 13  |  |  | Nerea Eizagirre   | Real Sociedad   |
| 13  |  |  | Amaiur Sarriegi   | Real Sociedad   |
| 12  |  |  | Danny Helena      | Huelva          |
| 12  |  |  | Bruna Vilamala    | Barcellona      |